# De Dion-Bouton Type BJ
Der De Dion-Bouton Type BJ ist ein Pkw-Modell aus der Anfangszeit des 20. Jahrhunderts. Hersteller war De Dion-Bouton aus Frankreich.

## Beschreibung
Die Zulassung durch die nationale Zulassungsbehörde erfolgte am 16. Januar 1908. Vorgänger war der Type AY.
Der Vierzylindermotor hat 110 mm Bohrung, 130 mm Hub und 4942 cm³ Hubraum. Er war damals in Frankreich mit 30 Cheval fiscal (Steuer-PS) eingestuft. Er ist vorne im Fahrgestell montiert und treibt über ein Vierganggetriebe und eine Kardanwelle die Hinterräder an. Der Wasserkühler ist direkt vor dem Motor hinter einem deutlich sichtbaren Kühlergrill. Die Hinterachse ist eine De-Dion-Achse.
Die Basis bildet ein Pressstahlrahmen. Der Radstand beträgt 3217 mm und die Spurweite 1450 mm.
Bekannt sind Aufbauten als Limousine und Landaulet.
Das Modell wurde 16 Monate lang produziert. Nachfolger wurde der Type BU, der am 15. Mai 1909 seine Zulassung erhielt.